# Abbas Sahhat
Abbas Sahhat est un poète, dramaturge, traducteur, représentant du romantisme à la littérature azerbaïdjanaise.

## Vie
Abbas Sahhat est né en 1874 à Şamaxı dans une famille sacrée. Il a fait ses études de médicine à Mashhad et à Téhéran. En 1901 Abbas Sahhat revient à Şamaxı et il s’éloigne peu à peu de la profession de médecin. Plus tard, il commence à enseigner l’azerbaïdjanais aux écoles. Abbas commence à faire l’activité littéraire surtout, à partir de cette période. En 1903, ses articles sont publiés sur le journal Chargi –Russe. D’abord son article Comment doit être la nouvelle poésie ?, un peu plus tard ses poèmes Discours poétique , Ode laudative pour la liberté et Voix de l’éveil  sont publiés.
Abbas Sahhat qui était défenseur infatigable de l’idée des Ecoles de nouveaux styles se rejoignit à la tendance de la littérature romantique d’Azerbaïdjan dont le fondateur était le professeur Ali bay Huseynzadeh. Pendant cette époque-là, Abbas Sahhat se manifestait régulièrement sur tous les journaux et magazines publiés à Bakou. L’écrivain qui faisait aussi l’activité de traducteur à cette époque –là faisait connaitre les œuvres des poètes et écrivains russes (Lermontov, Pouchkine, Krylov, Gorki), français (Hugo, Mussé, Sully-Prudhomme) et allemands aux lecteurs azerbaïdjanais. 
En 1912, sont publiés le recueil de vers du poète Luth (saz –instrument de musique) cassé  et le recueil de vers Soleil occidentale  traduit des œuvres des poètes européennes. Un peu plus tard, est publié son poème  Le courage d’Ahmad et en 1916 le poème romantique  Poète, la fée de vers et citadin .
L’œuvre d’Abbas Sahhat a eu une grande influence des poètes orientales comme Nizami, Hafiz, Sadi etc. Abbas Sahhat s’intéressait beaucoup des littératures des peuples turcs, surtout il faisait attention sur l’œuvre de Tofig Fikrat.
Abbas Sahhat défendait l'idée de la bourgeoisie libérale et protestait contre le refus des valeurs islamiques. Dans ses œuvres il soutenait l'idée de "l'occidentalisme inter-islamique". 
Il a consacré ses meilleures œuvres à la révolution d'Iran en 1908. Il était le vrai ami de Mirza Alakbar Sabir. Tous les deux vivaient à Şamaxı. Ce fait a joué un rôle important dans les relations amicales les plus fortes entre eux. Parfois tous les deux revenaient ensemble à Bakou.

### Œuvres
1. L’efficacité de l’ignorance ou le bonheur d'un orphelin. (Bakou, 1914)
2. Luth (saz) cassé. (Bakou, 1912)
3. La pauvreté n'est pas un défaut (comédie à deux scènes). (Bakou, 1912)
4. Soleil occidentale (recueil de traductions). (Bakou, 1912)
5. Fontaine de pétrole (comédie à une scène). (Bakou, 1912)
6. Manuel pour l'enseignement à 3 ans de la langue azerbaïdjanaise. (Bakou, 1912)